# Parlamentsvalet i Storbritannien 1922
Parlamentsvalet i Förenade Kungariket 1922 hölls 15 november 1922. Det var det första parlamentsval som hölls efter att Irländska fristaten lämnat det Förenade Kungariket. Valet vanns av Andrew Bonar Laws Conservative Party, som fick absolut majoritet över Labour, ledda av John Clynes och Herbert Henry Asquiths liberaler.
Det liberala partiet var delat mellan "National Liberals" som stödde David Lloyd George och "Liberals" som stödde Asquith. Vissa kandidater förespråkade dock ett återförenat Liberal Party medan andra verkar ha givit stöd både till Asquith och Lloyd George. Det är svårt att ge exakta siffror, då olika källor ger olika uppgifter och till och med samtida källor från de båda grupperna kan hävda samma ledamots tillhörighet till deras respektive grupp. 
| Parti                            | Röster    | Platser | Förändring | Andel av rösterna (%) |
| Conservative Party               | 5 294 465 | 344     | + 12       | 38,5                  |
| Labour                           | 4 076 665 | 142     | + 85       | 29,7                  |
| Liberal Party                    | 2 601 486 | 62      | + 26       | 18,9                  |
| National Liberal Party           | 1 355 366 | 53      |            | 9,9                   |
| Oberoende konservativa           | 116 861   | 3       | + 2        | 0,9                   |
| Oberoende                        | 114 697   | 3       | + 1        | 0,8                   |
| Irländska nationalister          | 57 641    | 3       | - 4        | 0,4                   |
| Communist Party of Great Britain | 30 684    | 1       | + 1        | 0,2                   |
| Jordbrukare (Agriculturalist)    | 21 510    | 0       |            | 0,2                   |
| Oberoende Labour                 | 18 419    | 1       | - 1        | 0,1                   |
| Constitutionalist                | 16 662    | 1       | + 1        | 0,1                   |
| Scottish Prohibition Party       | 16 289    | 1       | + 1        | 0,1                   |
| Oberoende liberal                | 13 197    | 1       |            | 0,1                   |
| Oberoende nationalist            | 9 861     | 0       |            | 0,1                   |
| Oberoende kommunist              | 4 497     | 0       |            | 0,0                   |

Totalt antal avlagda röster: 13 748 300.  Alla partier visade.  Conservative Party inkluderar Ulsterunionister.